# CROS
De CROS (Commissie Regionaal Overleg luchthaven Schiphol) is een overlegorgaan van bestuurders, bewoners en de luchtvaartsector, die vooral de geluidhinder, luchtverontreiniging en veiligheid rondom de luchthaven Schiphol bespreekt. CROS is opgericht in 2003 naar aanleiding van de Wet Luchtvaart 2003 en is tegenwoordig bekend als ORS (Omgevingsraad Schiphol).

## Taken
Onderwerpen waar de CROS zich mee bezighoudt zijn geluidshinder, luchtverontreiniging en externe veiligheid.
De CROS heeft een aantal taken, waaronder:
- Overlegplatform voor luchtvaartsector, regionale overheid en omwonenden
- Onderzoek doen naar en ontwikkelen van experimenten met hinderbeperkende maatregelen

## Opbouw
De CROS bestaat uit 3 partijen; luchtvaartsector, regionale overheden en bewoners. 
De deelnemers aan het overleg zijn organisaties uit deze partijen; vijf bedrijven uit de luchtvaartsector (Amsterdam Airport Schiphol (AAS), Luchtverkeersleiding Nederland (LVNL), KLM, Transavia en Martinair), drie provincies (Noord-Holland, Zuid-Holland en Utrecht), 33 gemeenten uit deze provincies en evenzovele bewonersvertegenwoordigers.

## Maatschappelijke Raad Schiphol
Per 1 juli 2023 heeft De Maatschappelijke Raad Schiphol de taken van de Omgevingsraad Schiphol (ORS) overgenomen. De Maatschappelijke Raad Schiphol bestaat uit 10 bewonersvertegenwoordigers en 5 organisaties.